# Finská občanská válka
Finská občanská válka byla součást národních a společenských nepokojů, způsobených první světovou válkou (1914–1918) v Evropě. Válka ve Finsku probíhala od 27. ledna do 15. května 1918 mezi jednotkami finských sociálních demokratů, běžně označovaní jako "rudí" (punaiset), a konzervativci, vedenými finským senátem, běžné nazývaní "bílí" (valkoiset). Rudým se dostávalo podpory z bolševického Ruska, zatímco bílým z Německého císařství.

## Příčiny konfliktu
Před první světovou válkou bylo území Finska součástí carského Ruska jako autonomní Finské velkoknížectví. Místní politika byla té doby obrázkem neustálého napětí mezi finskými představiteli a autokratickým ruským carem. V 19. století rapidně vzrostla finská populace (z 860 000 v 1810 na 3 130 000 v 1917), rozvinul se průmysl, a tak Finové začali projevovat zájem o samosprávu své země. Dělnické hnutí reprezentovala Sociálně demokratická strana, která vznikla roku 1899. Na významu získala po porážce Ruska v rusko-japonské válce a po vlně nepokojů a stávek během ruské revoluce z roku 1905. V roce 1906 se s ohledem k poměru k počtu obyvatel stali finští socialisté nejsilnější sociálně demokratickou stranou na světě.
Od počátku války v roce 1914 bylo Finsko pro Rusy zásobárnou surovin, průmyslových výrobků a lidských zdrojů pro válkou zatěžovanou ekonomiku. Samotní Finové bojovali jak na východní frontě v řadách carské armády, tak někteří dobrovolníci odjeli do Německa, kde prošli vojenským výcvikem. Tím položili základy pozdější elitní finské vojenské jednotce tzv. myslivcům (finsky: jääkärit).

### Únorová revoluce
V únoru 1917 proběhla v Petrohradě revoluce, kdy byl sesazen car a vyhlášena republika. Moci se ujala Prozatímní vláda, a finský parlament se tak poprvé za svou existenci dostal skutečně k moci. Levici reprezentovala silná sociálně demokratická strana, zatímco pravice byla roztříštěná. Mezi pravicové strany se řadily konzervativní Finská strana, liberální Mladofinská strana, práva rolníků zastávala Agrární svaz, svoji stranu měla i švédská menšina.
Ve volbách v roce 1916 drtivě zvítězila Sociálně demokratická strana se ziskem 103 křesel z celkových 200. Avšak po neustálých neshodách mezi levicovou vládou, finskými konzervativci a ruskou Prozatímní vládou byly vyhlášeny nové volby (více volby 1917), ve kterých levice většinu ztratila. Začalo tak období politické nestability a mocenského vakua. Oba tábory, jak socialisté, tak konzervativci, začaly vytvářet svoje ozbrojené složky. Konzervativci rekrutovali své síly (později zvané Bílé stráže) za podpory vlastníků půdy a průmyslníků. Zbraní se jim dostalo od Německa. Socialisté získávali dobrovolníky mezi dělníky a zástupci odborů. Výzbroj jim poskytli Rusové. Socialistické jednotky se později začaly nazývat Rudé stráže.

### Říjnová revoluce a nezávislost
V říjnu 1917 byla svržena Prozatímní vláda a moci se chopili bolševici. Chaotické situace v Rusku využili Finové a 6. prosince 1917 vyhlásili nezávislý finský stát. V Rusku mezitím přerostla revoluce v občanskou válku a bolševici byli nuceni se vzdát okrajových částí říše, když byly jejich armády vázány boji ve středním Rusku. Na konci prosince 1917 dokonce Lenin uznal finskou nezávislost. Později se přidaly skandinávské státy (Norsko, Švédsko, Dánsko) a Švýcarsko a z velmocí Rakousko-Uhersko, Německo a Francie. Zatímco USA a Velká Británie vyčkávali, jak se vyvinou finské politické a vojenské vztahy s jejich hlavním nepřítelem, Německem. Německo rychle zahrnulo Finsko do své sféry vlivu, a tak Američané ani Britové Finsko neuznali. Francie přerušila diplomatické vztahy na jaře 1918.

## Počátek války

Počáteční fronty ve válce (Rudé Finsko červeně, Bílé Finsko bíle)

Konzervativci a sociální demokraté se nebyli schopni dohodnout na společné správě země a absence silné vlády vedla obě strany k rozšiřovaní a vyzbrojování svých vojenských složek. Do čela Rudých stráží se postavil bývalý poručík ruské armády Ali Aaltonen, který vytvořil velitelství rudých v Helsinkách. Velitelem bílých se stal taktéž bývalý voják carské armády Carl Gustaf Emil Mannerheim, který ustavil velitelství svých vojsk ve městě Vaasa na západě země.
Od ledna 1918 začalo docházet k ozbrojeným srážkám mezi jednotlivými ozbrojenými složkami. Země se začala dělit na tzv. Rudé a Bílé Finsko. Rudí měli pod kontrolou jižní část země včetně hlavního města, hlavních průmyslových center a největší zemědělské oblasti. Bílí kontrolovali sever země, který ale byl tvořen převážně menšími zemědělskými usedlostmi. Dne 28. ledna 1918 byla rudými v Helsinkách vyhlášena Finská socialistická dělnická republika. Do jejího čela se postavil finský socialista Otto Ville Kuusinen, který založil politiku na spolupráci s ruskými bolševiky. Tím de facto občanská válka začala.

### Rudé stráže

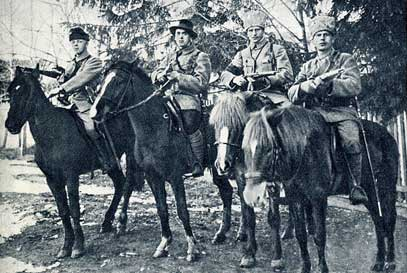
Rudí důstojníci během občanské války

Ačkoliv Rudé stráže velice rychle převzaly moc v průmyslových centrech země, jejich velkým problémem se stal nedostatek vojenských zkušeností. Ozbrojení dělníci se nemohli rovnat regulérní armádě a nebyli ani dobře organizováni. Celkově byla morálka rudých velice nízká a množily se případy dezerce. Na území Finska ale byly přítomny ruské jednotky v počtu 60 000–80 000 vojáků. Bojová morálka Rusů ale po prohrané válce s Německem byla taktéž nízká a většina ruských vojáků se vydávala na cestu domů do Ruska. Nakonec se tak na straně rudých aktivně angažovalo pouze 7 000–10 000 ruských vojáků (z toho pouze 4 000 byly ochotny zapojit se do bojů na frontě). Jejich počet ještě klesl po podepsání Brestlitevského míru mezi Němci a bolševiky. Lenin v paktu musel slíbit, že se ruská armáda nebude aktivně angažovat ve Finsku, a tak mohl podporovat finské socialisty pouze dodávkami zbraní.

### Bílé stráže

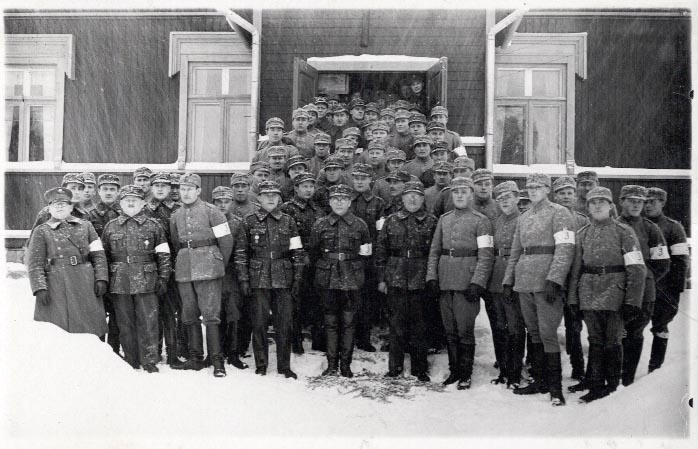
Jednotka Bílých stráží v Nummi

Počet vojáků na jedné či druhé straně se výrazně nelišil a pohyboval se od 50 000 do 90 000. Dobrovolníci v porovnání s rudými ale tvořili pouze malý zlomek bílé armády, která byla složena převážně z branců. Bílí měli několik rozhodujících vojenských výhod, a to především profesionální vojenské vedení - generála Mannerheima a další bývalé carské důstojníky. V únoru 1918 dorazila do Vaasy jednotka již zmíněných myslivců o počtu 1 500 mužů. Měli velmi dobrou bojovou morálku, disciplínu, kvalitní německý výcvik a dosahovali výborných bojových výsledků. Pozitivně tak působili i na zbytek bílé armády.

### Bílý a rudý teror
Ačkoliv intenzivní boje trvaly necelé tři měsíce, válka si vyžádala obrovské množství lidských životů. Půlku obětí měl za následek teror jedné či druhé strany na obsazených územích. Do dějin tyto události vstoupily jako Bílý a Rudý teror. Hromadné vraždění bylo často součástí bojů, ale v mnoha případech bylo výsledkem pomsty či jiných čistě osobních důvodů. U bílých byl teror z většiny veden armádními důstojníky za účelem zničit a vyčistit obsazené území od nepřítele. Dalším důvodem bylo vyvolat v civilním obyvatelstvu strach, který je měl odradit od vzdorování armádě.
Rudí v terorizování civilistů během války nijak nezaostávali. Málo bojových zkušeností se pokoušeli nahradit atmosférou strachu. Teror měl tedy pro obě strany vojenský význam, ale také výrazně motivoval soupeřící armády v boji proti krutému a nelidskému nepříteli. Vojenská propaganda obou stran výbuchy násilí jenom podporovala, a tak se Finsko ponořilo do nekončícího kruhu krevních mstí a odplat.

## Průběh války
První boje probíhaly podél železnice, která byla využívána k přepravě zbraní, zásob a vojáků. Nejdůležitějším bodem se tak stal železniční uzel v Tampere a v Haapamäku, který spojoval jih se severem a východ země se západní částí. Bílým se v počátku podařil úspěšný výpad a vklínili své armády do území rudých obsazením Antrei. Mohli úspěšně napadat železnici, která dodávala zásoby ze sovětského Ruska.

### Bitva o Tampere

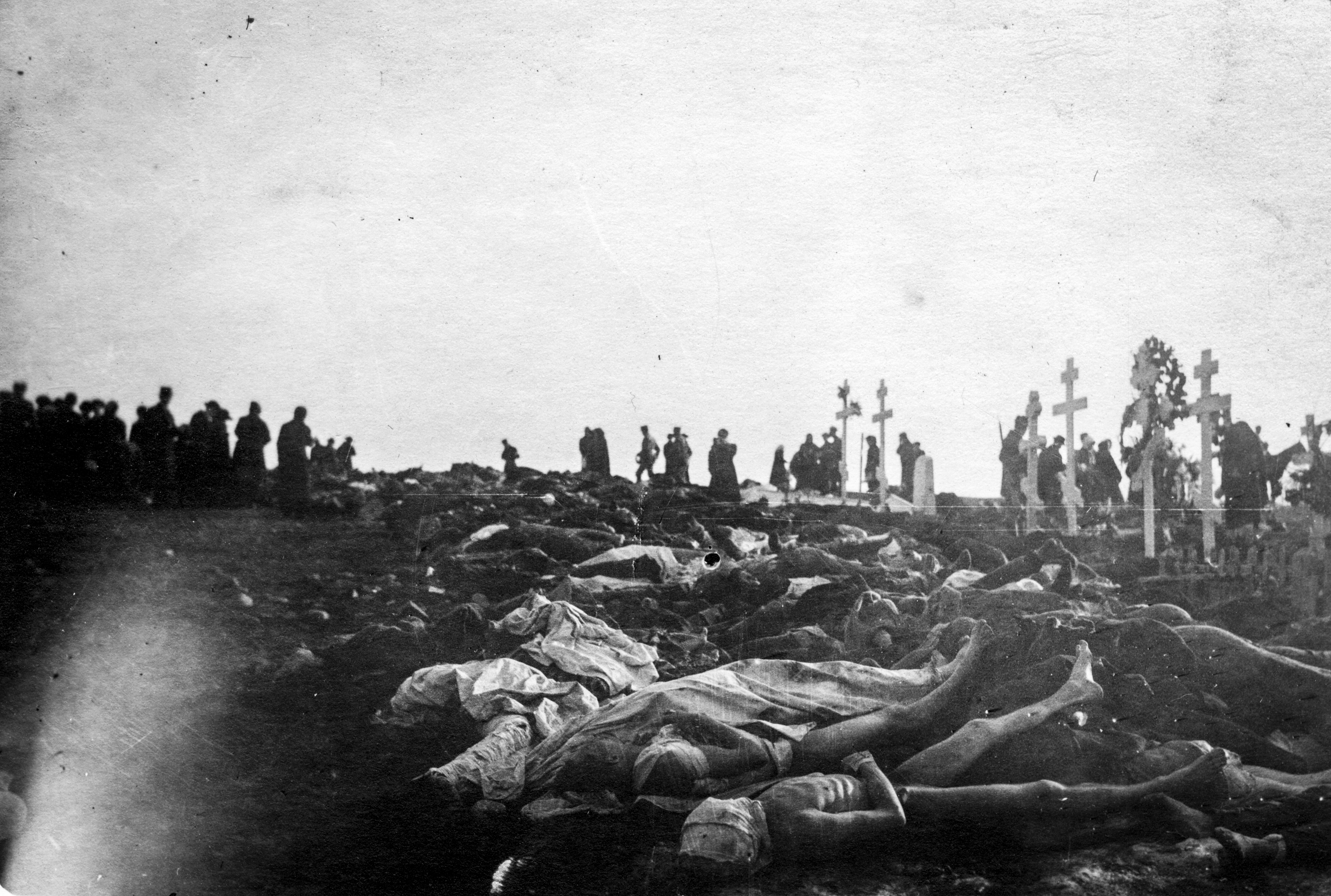
Nepohřbená těla – výsledek bitvy o Tampere

Město Tampere bylo bílými vybráno jako cíl jejich ofenzívy v únoru 1918. Útok byl veden ze severovýchodu od Tampere 16. března 1918. Plně se projevila nezkušenost Rudých stráží, které na mnoha místech začaly zmateně ustupovat nebo se dokonce v panice rozpadly a vzdaly. Dne 24. března dosáhli bílí obklíčení města a 27. března vstoupili do města.
V bitvě o Tampere stálo 16 000 bílých proti 14 000 rudých, a stala se tak jednou z největších bitev války. Bojovalo se o každý dům a bílí při dobývání města museli postupovat doslova ulici po ulici. Dne 4. dubna 1918 rudí ztratili kontrolu nad západní částí města a nepodařilo se jim ani prorazit blokádu města. Postupem doby rudé jednotky přišly o koordinaci jejich bojových akcí a jejich armáda se začala hroutit. Poslední jejich baštou se stala místní radnice. Město bylo definitivně obsazeno 6. dubna 1918.
Boje se vyznačovaly velkými ztrátami na obou stranách. Bitva byla příkladovou bitvou občanské války, boje Fina proti Finovi, protože se v ní neangažovali ani Rusové, ani Němci. Bílí ztratili v bitvě 700–900 mužů, včetně 50 myslivců (což byly největší ztráty myslivců v jedné bitvě). Rudé ztráty se počítaly na 1 000–1 500 vojáků a 11 000–12  000 rudých bylo zajato. Východ města byl kompletně zničen ohněm, jelikož byl postaven převážně ze dřeva.

### Německá intervence

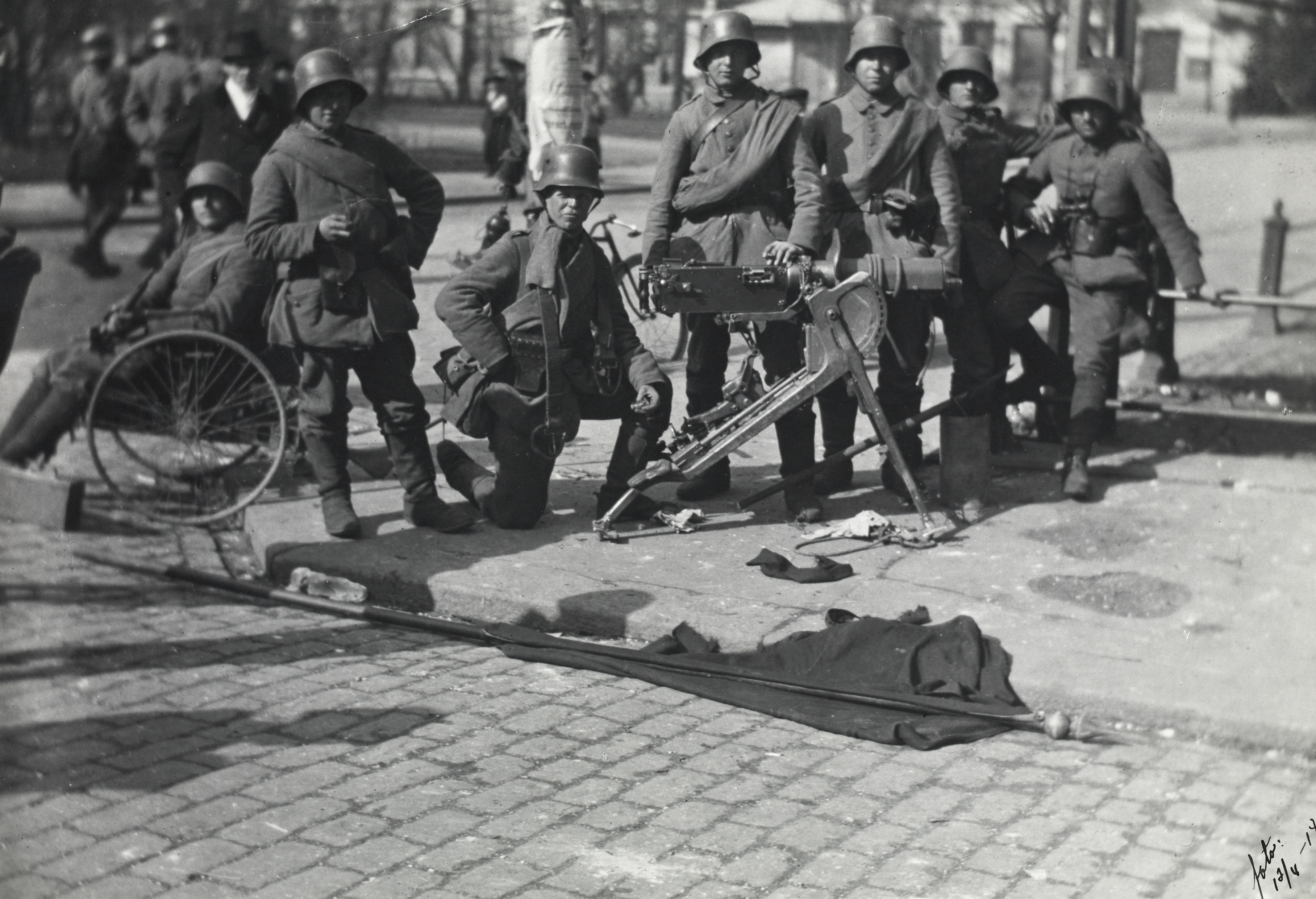
Němečtí vojáci s kulometem na pozici v Helsinkách

Hlavním impulzem k zásahu Němců ve Finsku byla neochota bolševiků podepsat mír na východní frontě. Dne 18. února 1918 zaútočila německá armáda v celé šířce východní fronty, což mělo za následek totální kolaps ruského vojska. Bolševici hrozbou totální porážky podepsali Brestlitevský mír a předali Němcům Pobaltí, Ukrajinu a Finsko. Na obsazeném území byly vytvořeny loutkové státy jako např. Litevské království, Spojené baltské vévodství či Polské království. Do Finska zmítaného v občanské válce byl vyslán generál Rüdiger von der Goltz s vojskem o síle 10 000 mužů, aby ukončil boje ve prospěch konzervativců. Němci se vylodili 3. března 1918 v Hanko kousek od Helsinek a připravili se na útok na hlavní město.

#### Bitva o Helsinky
Mírové rozhovory mezi rudými v Helsinkách a německou armádou skončily neúspěchem 11. března 1918. I když město bránilo 8 000–9 000 rudých, vycvičená německá armáda postupovala velice rychle. Dne 12. března 1918 byly obsazeny všechny významné budovy ve městě. K Němcům se pak přidali místní bílí, kteří se po dobu války tajně skrývali ve městě. Město bylo kompletně v německých rukou 13. března 1918. Němci ztratili 200–300 mužů, rudí 300 mužů a okolo 8 000 rudých bylo zajato, bílí ztratili 20 vojáků. Němci na oslavu svého vítězství zorganizovali 14. března 1918 ve městě velkou vojenskou přehlídku.

## Konec války
| Ztráty na životech                                                  |        |       |         |        |
| Příčiny smrti                                                       | Rudí   | Bílí  | Ostatní | Celkem |
| ------------------------------------------------------------------- | ------ | ----- | ------- | ------ |
| Zabití v boji                                                       | 5 199  | 3 414 | 790     | 9 403  |
| Popravení nebo zavraždění                                           | 7 370  | 1 424 | 926     | 9 720  |
| Zemřelí v zajateckém táboře                                         | 11 652 | 4     | 1 790   | 13 446 |
| Zemřelí po propuštění ze zajateckého tábora                         | 607    | -     | 6       | 613    |
| Nezvěstní                                                           | 1 767  | 46    | 380     | 2 193  |
| Ostatní oběti                                                       | 443    | 291   | 531     | 1 265  |
| Celkem                                                              | 27 038 | 5 179 | 4 423   | 36 640 |
| Zdroj: National Archive Archivováno 10. 3. 2015 na Wayback Machine. |        |       |         |        |

Po porážce v bitvě o Tampere a ztrátě hlavního města se vedení rudých stáhlo 8. dubna 1918 do příhraničního města Viipuri (dnes Vyborg v Rusku). Většina vedení volila přímou emigraci a odešla do bolševiky ovládaného Petrohradu. Odchod velení definitivně podkopal už tak velmi nízkou morálku rudých stráží. Několik tisíc rudých se pokusilo uprchnout do Ruska, ale jejich pozice byly beznadějně obleženy spojenými vojsky bílých a Němců. Poslední bojeschopné jednotky rudých se vzdaly z 1. na 2. května kousek od Lahti. Válka skončila 15. května 1918 dobytím Rusy obsazené pevnosti Ino. Den na to generál Mannerheim oslavil vítězství ve válce vojenskou přehlídkou v Helsinkách.
Rudí byli ve válce poraženi. Mnoho jejich vůdců, kteří uprchli do Ruska, se za několik let stalo obětí sovětských čistek (např. Eero Haapalainen). Dělnické hnutí po válce upustilo od revolučních myšlenek a bylo reprezentováno reorganizovanou sociálně demokratickou stranou, která se oficiálně vzdala myšlenky komunismu a přijala principy demokratického státu. Finští emigranti v sovětském Rusku založili v srpnu 1918 exilovou Komunistickou stranu Finska.
Bílé Finsko se stalo protektorátem Německa a mělo se stát loutkovou monarchií v čele s německým šlechticem Fridrichem Karlem Hesenským. Ten byl dokonce korunován 9. října 1918 za finského krále a přijal jméno Väinö I. Před německou nadvládou zachránila Finy porážka Německa v první světové válce. Dne 14. prosince 1918 král abdikoval a bylo zrušeno Finské království. V březnu 1919 proběhly volby a Finsko se stalo parlamentní republikou a jejím prvním prezidentem byl zvolen Kaarlo Juho Ståhlberg. V roce 1920 byla uzavřena mezi bolševiky a finskou vládou mírová smlouva z Tartu, která upravila hranice mezi oběma zeměmi.

## Odkaz války

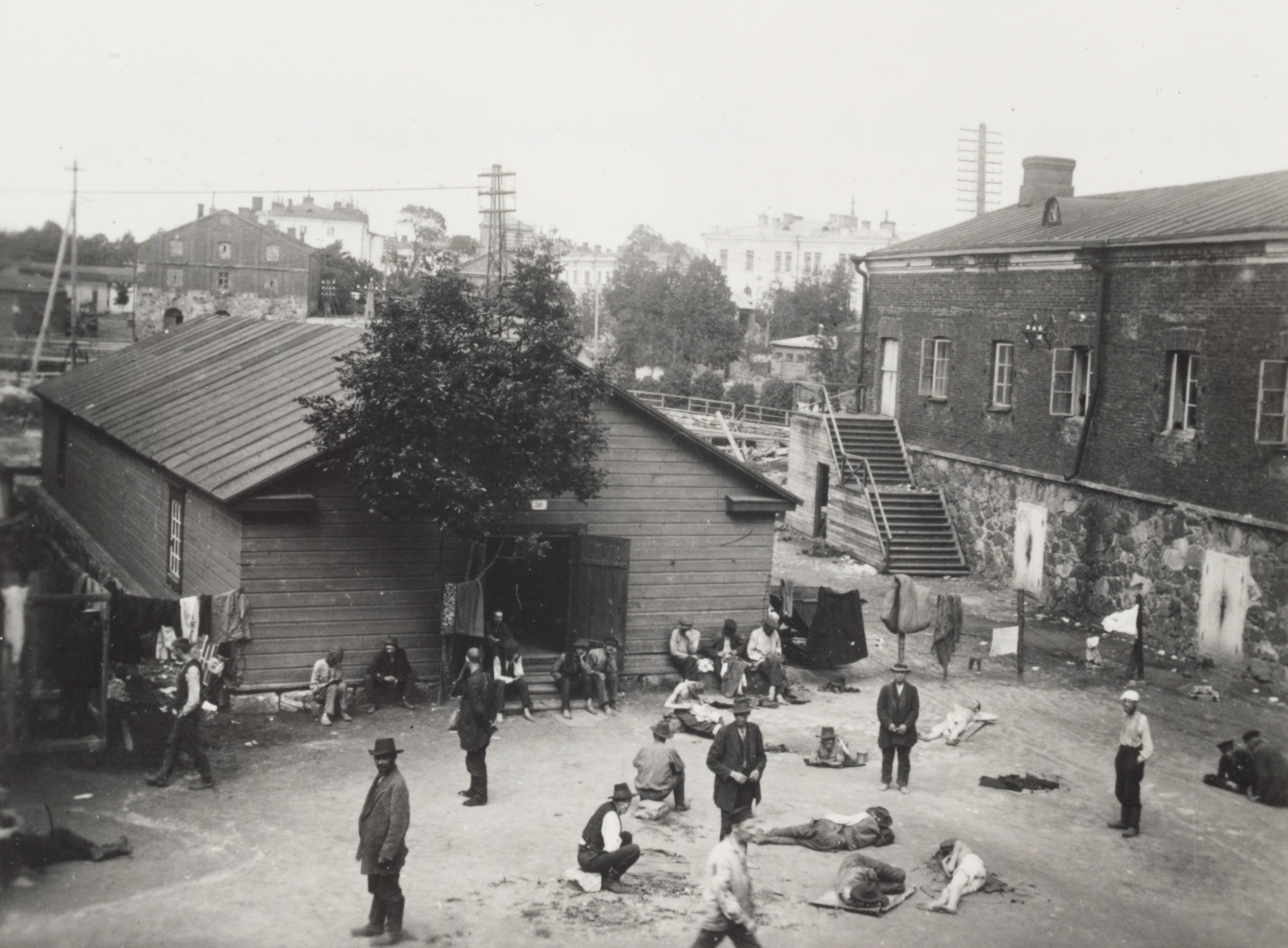
Zajatecký tábor Suomenlinna, Helsinki. Víc než 11 000 lidí zemřelo v táborech hlady, na následky nemocí nebo bylo popraveno

Finsko si odneslo z občanské války velice hořké dědictví. Během krátkého válečného běsnění padlo téměř 37 000 Finů (z toho 5 900 ve věku 14–20 let). Válka zanechala hořkost, nenávist a touhu po pomstě, která rozdělovala finský lid ještě několik desítek let.

### Zajatecké tábory
Na konci války bylo v zajetí bílých okolo 80 000 rudých. Největším zajateckým táborem se stal ostrov Suomenlinna. Senát rozhodl ponechat zajatce ve vězení, dokud se neprokáže jejich vina. Soudy byly rychlé a měly velice daleko ke spravedlnosti. Okolo 70 000 Finů bylo shledáno vinnými a odsouzeno převážně za zradu. Celkem 555 osob bylo odsouzeno k trestu smrti a u 113 byl trest vykonán. Kombinace nedostatku jídla, nemocí a koncentrací mnoha lidí na jednom místě vedla k obrovské úmrtnosti v zajateckých táborech. Přes 2 900 vězňů zemřelo hlady nebo na následky Španělské chřipky v červnu 1918, 5 000 vězňů následně v červenci, 2 200 vězňů v srpnu a 1 000 vězňů v září 1918. Celkem zemřelo na následky nemocí a hladu v zajateckých táborech okolo 13 500 Finů. Jejich těla byla obyčejně pohřbena v masových hrobech v blízkosti táborů. Rudí, kteří přežili hrůzy zajateckých táborů, byli z většiny vládou omilostněni na konci roku 1918. Posledních 50 uvězněných dostalo milost v roce 1927.

## Zajímavosti
- v lednu 2009 zemřel poslední přímý účastník války – Aarne Arvonen, který zemřel ve věku 111 let
- válka je pro finský národ velké trauma a je považováno za společensky krajně nevhodné ptát se Finů, na které straně bojovali jejich předci
- rozpory se objevují i v užívané terminologii – bílí občanskou válku nazývali válkou osvobozovací (vapaussota), rudí válkou třídní (luokkasota), neutrálně se válka nazývá občanskou (kansalaissota) či vnitřní (sisällissota)